# Wolfgang Günther (Althistoriker)
Wolfgang Günther (* 1940) ist ein deutscher Althistoriker und Epigraphiker.

## Leben
Wolfgang Günther studierte Klassische Philologie und Alte Geschichte an der Ludwig-Maximilians-Universität München und der Eberhard Karls Universität Tübingen, legte 1965 das Erste und 1969 das Zweite Staatsexamen ab. 1971 wurde er in Tübingen aufgrund einer epigraphischen Arbeit über das Orakel des Apollon in Didyma zum Dr. phil. promoviert. Vom 1. August 1973 bis zu seiner Pensionierung im Jahr 2005 arbeitete er in der Nachfolge Wilhelm Kaltenstadlers als Akademischer Rat, später Akademischer Oberrat, am Institut für Alte Geschichte der Universität München (welches 1999 in die „Abteilung für Alte Geschichte des Historischen Seminars“ umgewandelt wurde). Er ist Mitglied der Bayerischen Numismatischen Gesellschaft und wurde zum korrespondierenden Mitglied des Deutschen Archäologischen Instituts gewählt.
Wolfgang Günthers Forschungsschwerpunkte liegen in der Erforschung der Inschriften von Didyma, Aizanoi und Milet. Er arbeitete an dem von Siegfried Lauffer herausgegebenen Sammelwerk Griechenland – Lexikon der historischen Stätten sowie an der Quellensammlung Historische griechische Inschriften in Übersetzung mit.
Günther ist mit der Althistorikerin Linda-Marie Günther verheiratet.

## Veröffentlichungen (Auswahl)
- Das Orakel von Didyma in hellenistischer Zeit. Eine Interpretation von Stein-Urkunden (= Istanbuler Mitteilungen. Beiheft 4). Ernst Wasmuth, Tübingen 1971 (zugleich Dissertation, Universität Tübingen 1969).
- als Hrsg. mit Kai Brodersen und Hatto H. Schmitt: Historische griechische Inschriften in Übersetzung. 3 Bände. Wissenschaftliche Buchgesellschaft, Darmstadt 1992–1999, ISBN 3-534-23997-0.
- mit Peter Herrmann und Norbert Ehrhardt: Inschriften von Milet. Teil 3: Inschriften n. 1020–1580 (= Milet. Ergebnisse der Ausgrabungen und Untersuchungen seit dem Jahre 1899. Band 6, Teil 3). Walter de Gruyter, Berlin / New York 2006, ISBN 3-11-018966-6.
- mit Axel Filges: Didyma. Teil 3: Ergebnisse der Ausgrabungen und Untersuchungen seit dem Jahre 1962. Band 5: Skulpturen und Statuenbasen von der klassischen Epoche bis in die Kaiserzeit. Philipp von Zabern, Mainz 2007, ISBN 978-3-8053-3718-2 (Günther als Bearbeiter der Inschriften auf Statuenbasen aus Didyma).
- Die Inschriften von Milet. Teil 4: Eine Prosopographie (= Milet. Ergebnisse der Ausgrabungen und Untersuchungen seit dem Jahre 1899. Band 6, Teil 4). Walter de Gruyter, Berlin/Boston 2017, ISBN 978-3-11-045484-0.
- Inschriften von Didyma. Supplement (= Didyma. Ergebnisse der Ausgrabungen und Untersuchungen seit dem Jahre 1962. Band 3, Teil 7). Reichert, Wiesbaden 2023, ISBN 978-3-7520-0723-7, DOI:10.34780/a81b-ccaa.